# 하산역
하산역(Станция Хасан, Хасанский вокзал)은 러시아 프리모르스키 지방 하산에 있는 철도역이다. 러시아와 조선민주주의인민공화국을 잇는 유일한 역이다. 조선민주주의인민공화국의 두만강선 두만강역과 직접 연결되며, 라진역까지 약 54km 거리이다. 러시아의 우수리스크 역으로부터 260km 거리에 위치한다.

## 연혁
- 1951년 9월 28일 : 영업 개시
- 2013년 9월 13일 : 조선민주주의인민공화국과 연결되는 철도 보수공사 준공[2] (하산 - 두만강)

## 같이 보기
- 조선-러시아 우정의 다리
- 바라놉스키-하산 선